# Irdning-Donnersbachtal
Irdning-Donnersbachtal ist seit Jahresbeginn 2015 eine Marktgemeinde im Bezirk Liezen in der Steiermark.

## Geografie
Die Marktgemeinde Irdning-Donnersbachtal entstand im Rahmen der Gemeindestrukturreform in der Steiermark aus den mit Ende 2014 aufgelösten Gemeinden Irdning, Donnersbach und Donnersbachwald.

### Gemeindegliederung
Das Gemeindegebiet umfasst folgende 15 Ortschaften (in Klammern Einwohnerzahl Stand 1. Jänner 2024):
- Altirdning (483) samt Gumpenstein
- Bleiberg (109) samt Oberer Bleiberg und Unterer Bleiberg
- Donnersbach (282) samt Lend und Rüschersiedlung
- Donnersbachwald (281)
- Erlsberg (343) samt Rüschersiedlung und Vorstatt
- Falkenburg (1068)
- Fuchsberg (21)
- Furrach (40)
- Ilgenberg (132)
- Irdning (899)
- Kienach (80)
- Planneralm (8)
- Raumberg (270) samt Glanz
- Ritzenberg (49)
- Winklern (137) samt Pürglitz

Die Gemeinde besteht aus sechs Katastralgemeinden (Fläche Stand 31. Dezember 2023):
- Altirdning (513,14 ha)
- Donnersbach (2.289,38 ha)
- Donnersbachwald (11.427,7 ha)
- Erlsberg (4.047,66 ha)
- Irdning (437,54 ha)
- Raumberg (1.245,18 ha)

Die Gemeinde gehört zum Gerichtsbezirk Liezen.

### Nachbargemeinden
- Aigen im Ennstal
- Mitterberg-Sankt Martin
- Oberwölz (MU)
- Öblarn
- Pusterwald (MT)
- Rottenmann
- Sölk
- Stainach-Pürgg

## Geschichte
Den Namen hat Irdning vom Fluss erhalten. Das früheste Schriftzeugnis ist von 1180 und lautet „iuxta fluuium Jedeniche“. Der Name geht auf altslawisch jedb (Wildheit, Zorn) zurück, weil er ein reißender Wildbach ist.
Ebenfalls nach dem Fluss ist Donnersbach benannt.

## Kultur und Sehenswürdigkeiten
Donnersbach
- Schloss Donnersbach

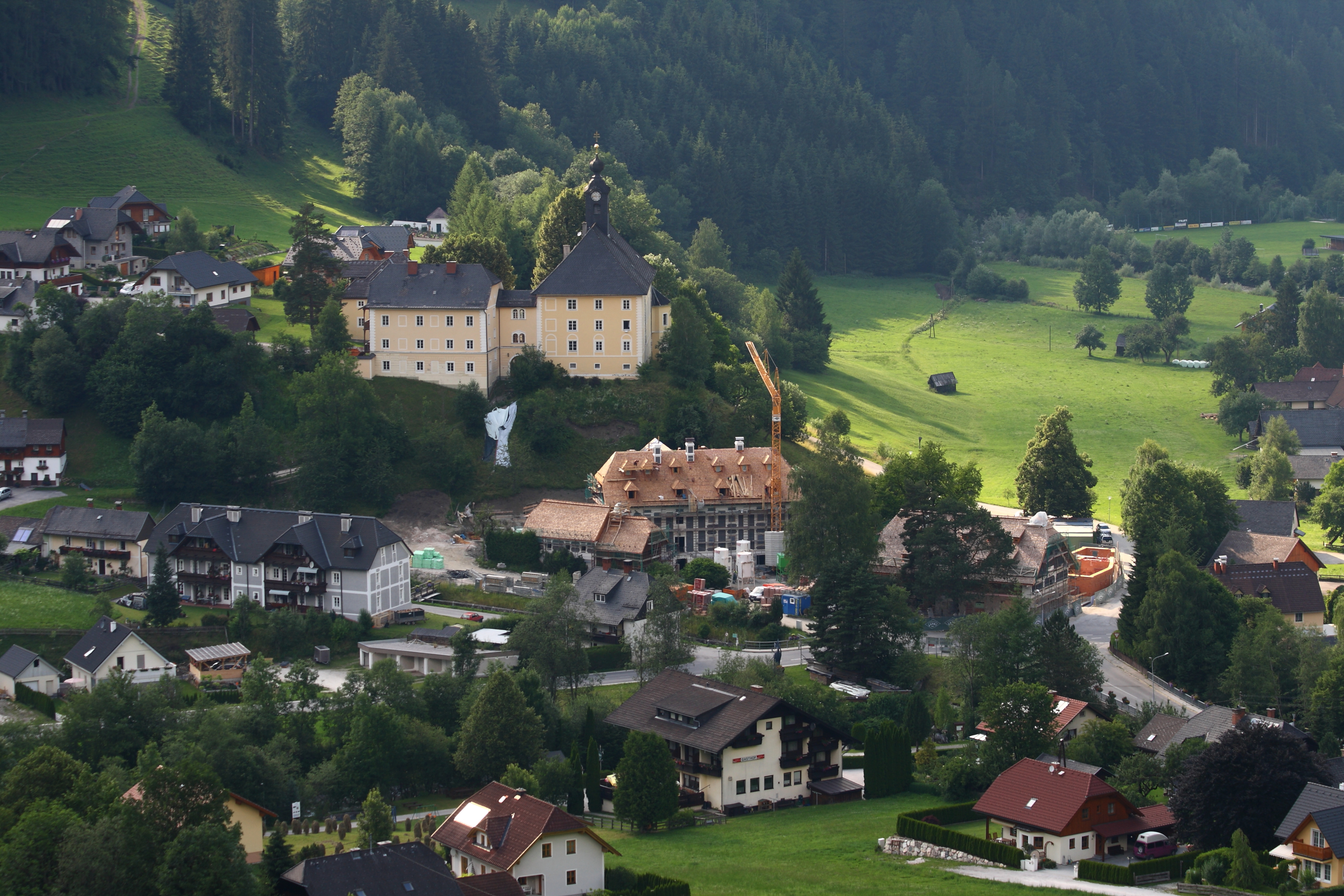
Schloss Donnersbach und Pfarrkirche Donnersbach

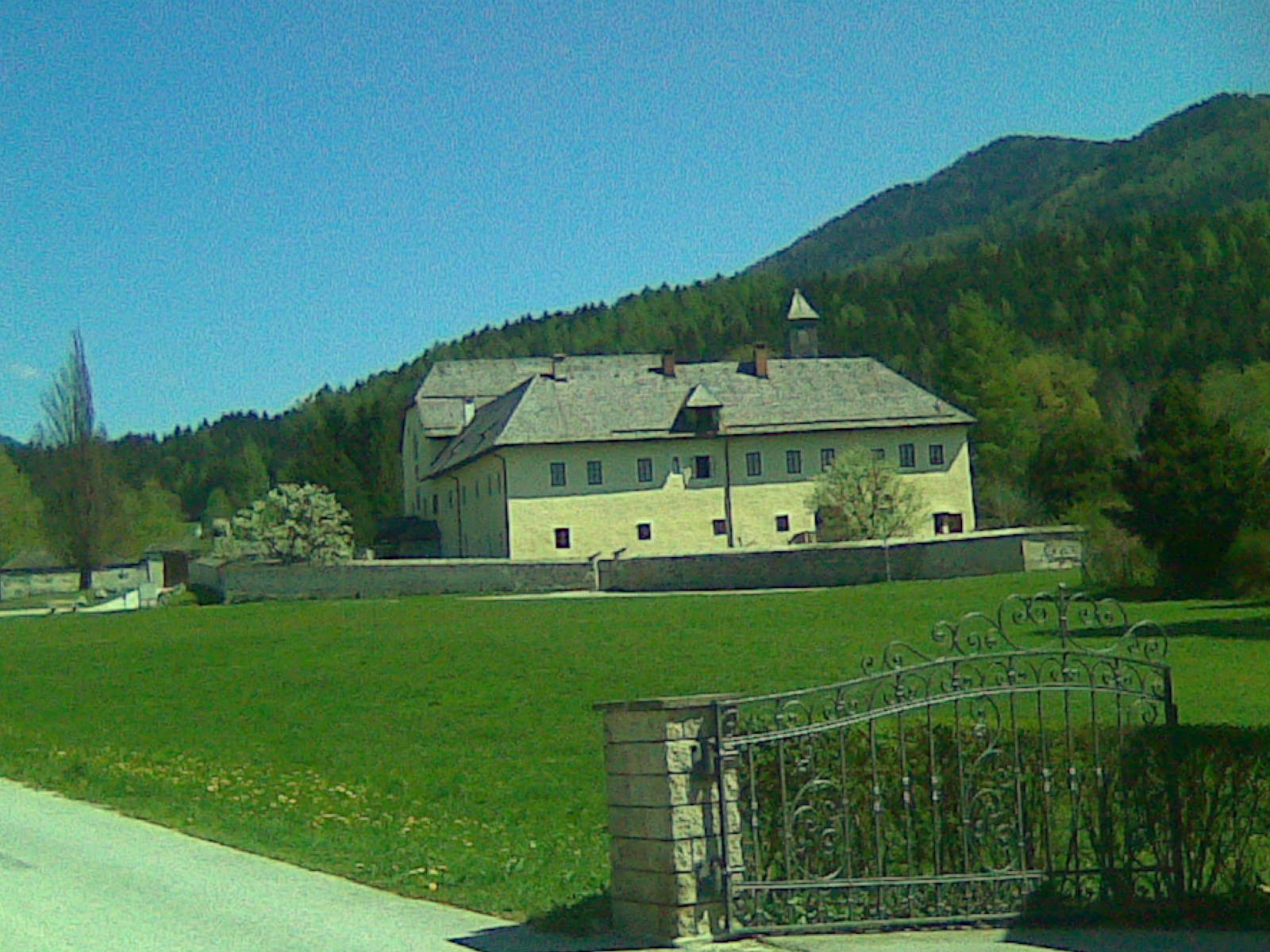
Kapuzinerkloster Irdning

- Katholische Pfarrkirche Donnersbach hl. Ägydius
- Pürglitzschanze
- Donnersbachwald
- Katholische Pfarrkirche Donnersbachwald Hll. Leonhard und Patritius

Irdning
- Katholische Pfarrkirche Irdning Hll. Petrus und Paulus
- Kapuzinerkloster Irdning

## Wirtschaft und Infrastruktur
- Tourismus: Die Gemeinde bildet gemeinsam mit Aigen im Ennstal und Wörschach den Tourismusverband „Grimming-Donnersbachtal“. Dessen Sitz ist in Irdning.[6]

## Politik
Der Gemeinderat hat 21 Mitglieder.
- Nach den Gemeinderatswahlen in der Steiermark 2015 hatte der Gemeinderat folgende Verteilung: 13 ÖVP, 4 FPÖ und 4 SPÖ.[7]
- Mit den Gemeinderatswahlen in der Steiermark 2020 hat der Gemeinderat folgende Verteilung: 14 ÖVP, 3 FPÖ, 2 SPÖ und 2 Grüne.[8]

### Bürgermeister
- seit 2015 Herbert Gugganig (ÖVP)

### Wappen

Wappen der Vorgängergemeinden
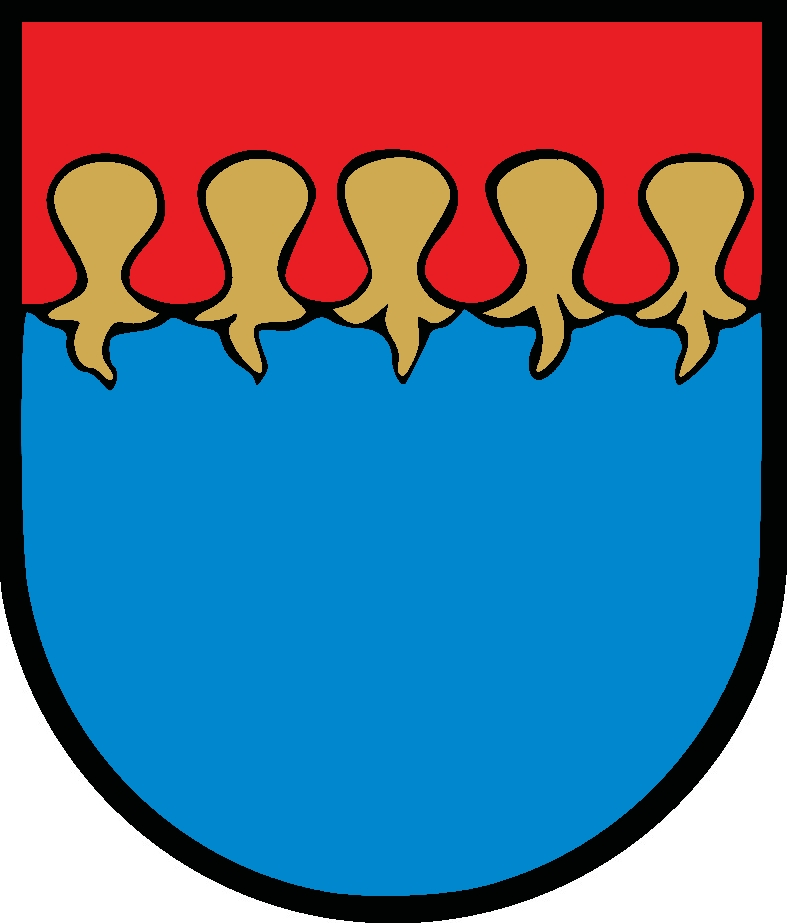
Donnersbach
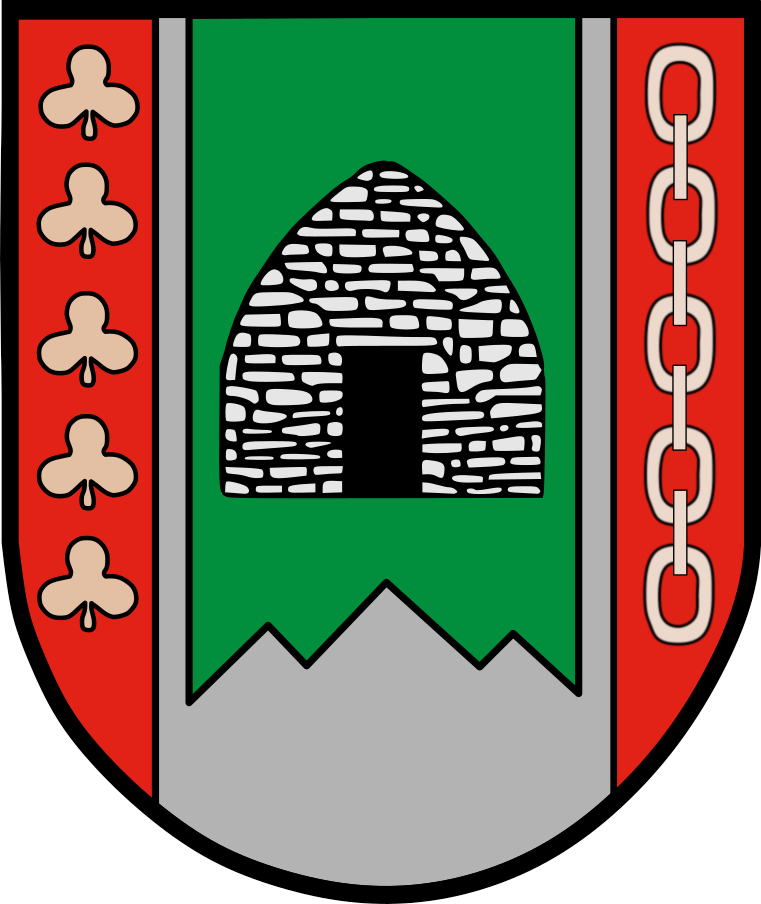
Donnersbachwald
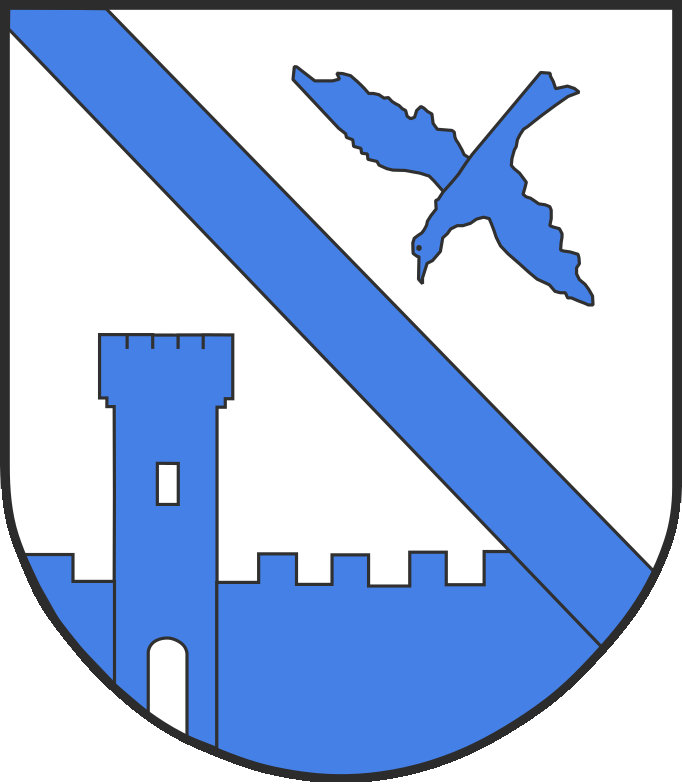
Irdning

Alle Vorgängergemeinden hatten ein Gemeindewappen. Die Verleihung des ersten Gemeindewappens für Irdning erfolgte mit Wirkung vom 1. Dezember 1960, die Wappenbeschreibung lautete:
„Im silbernen Schild ein blauer Schrägrechtsbalken, links oben von einem schräglinks niederstoßenden Falken, rechts unten von einer blauen schildfußbildenden Zinnenmauer begleitet, die nahe dem vorderen Schildhaupt in einen fünfzinnigen Turm mit durchbrochenem Tor und Fenster übergeht.“
Wegen der Gemeindezusammenlegung verloren die Wappen der Altgemeinden mit 1. Jänner 2015 ihre offizielle Gültigkeit. Die Neuverleihung des Wappens für die Fusionsgemeinde erfolgte mit Wirkung vom 28. März 2019.
Die geänderte Blasonierung (Wappenbeschreibung) lautet:
„In Silber unter rotem Wolkenschildhaupt eine von zwei aus diesem fallenden roten Zungenblitzen beseitete blaue unterhalbe, mit einem Kreuz besteckte Lilie, im Schildfuß ein geschmälerter blauer Wellenbalken.“
Die Wolken im Schildhaupt mit den zwei Zungenblitzen und der blaue Wellenbalken sollen auf den Ortsnamen Irdning hinweisen; das Kreuz auf der Lilie weist auf die Bedeutung Irdnings als Mutterpfarre des mittleren Ennstales hin; die Zungenblitze, die um die kreuzbesteckte Lilie eine Klammer bilden, kann man als Zeichen für drohende Naturgewalt auslegen, sie können aber auch als Geistesblitze für zündende Ideen in Bildung und Forschung interpretiert werden.